# Sino-Japanischer Friedensvertrag
Der Sino-Japanische Friedensvertrag (chin. 中華民國與日本國間和平條約 / 中华民国与日本国间和平条约 Pinyin Zhōnghuá Mínguó yù Rìbĕn Guójiàn Hépíng Tiáoyuē; jap. 日本国と中華民国との間の平和条約, Nihon-koku to Chūka-mingoku to no aida no heiwa jōyaku), auch als Vertrag von Taipeh bekannt, wurde am 28. April 1952 zwischen Japan und der Republik China geschlossen.

## Vorgeschichte
Der Vertrag wurde nötig, weil sich die Unterzeichner des Vertrages von San Francisco nicht einigen konnten, ob die Volksrepublik China oder die Republik China auf Taiwan als legitimer Rechtsnachfolger der Republik China galten. Durch den Druck der USA sah sich Japan gezwungen, einen separaten Friedensvertrag mit der Republik China Chiang Kai-sheks abzuschließen, auch um den Kriegszustand offiziell zu beenden.

## Inhalt
In dem Vertrag, der dem Vertrag von San Francisco in Wortlaut und Bestimmungen ähnlich ist, verzichtete Japan auf alle Besitzansprüche hinsichtlich Taiwan, den Spratly-Inseln, den Pescadoren und den Paracel-Inseln. Im Gegenzug verzichtete die Republik China auf jegliche Reparationsforderungen an Japan. Zudem wurden alle vor dem 12. November 1941 zwischen China und Japan geschlossenen Verträge einschließlich des Vertrags von Shimonoseki für ungültig erklärt.